# Sophie Menter
Sophie Menter (Múnich, 29 de julio de 1846 - Ibidem, 23 de febrero de 1918) fue una pianista y compositora alemana que se convertiría en la estudiante femenina favorita de Franz Liszt. Se decía de ella que era la reencarnación de Liszt en París debido a la robusta y electrizante manera de tocar y era considerada uno de los virtuosos de piano más grandes de su tiempo.

## Biografía
Sophie Menter nació en Múnich, hija del violonchelista Josef Menter y la cantante Wilhelmine Menter (nacida Diepold). Estudió piano con Siegmund Lebert y Friedrich Niest. A los quince años de edad, tocó el concierto para piano de Carl Maria von Weber bajo la dirección de Franz Lachner. Después actuaría en Stuttgart, Fráncfort del Meno y Suiza, y en 1867 volvió a ser aclamada por su interpretación de la música de piano de Liszt en la Orquesta de la Gewandhaus de Leipzig. En Berlín, después de estudiar con el famoso pianista Carl Tausig y con Hans von Bülow, se convertía en una alumna de Liszt en 1869. Entre 1872 y 1886 estuvo casada con el violonchelista David Popper. En 1881 actuó en Inglaterra y se le otorgó la afiliación honorífica de la Sociedad Filarmónica Real dos años más tarde. En 1883 se convirtió en profesora de piano en el Conservatorio de San Petersburgo pero lo dejó en 1886 para continuar con los conciertos.
Chaikovski también conocía muy bien a Menter, y le dedicó el Concierto Fantasía. Mientras coincidió con ella en Austria en septiembre de 1892, componía Ungarische Zigeunerweisen (Concierto en estilo húngaro) para piano y orquesta, del cual dirigió el estreno en Odesa cuatro meses más tarde.